# Lockpickgun

Werking lockpickgun

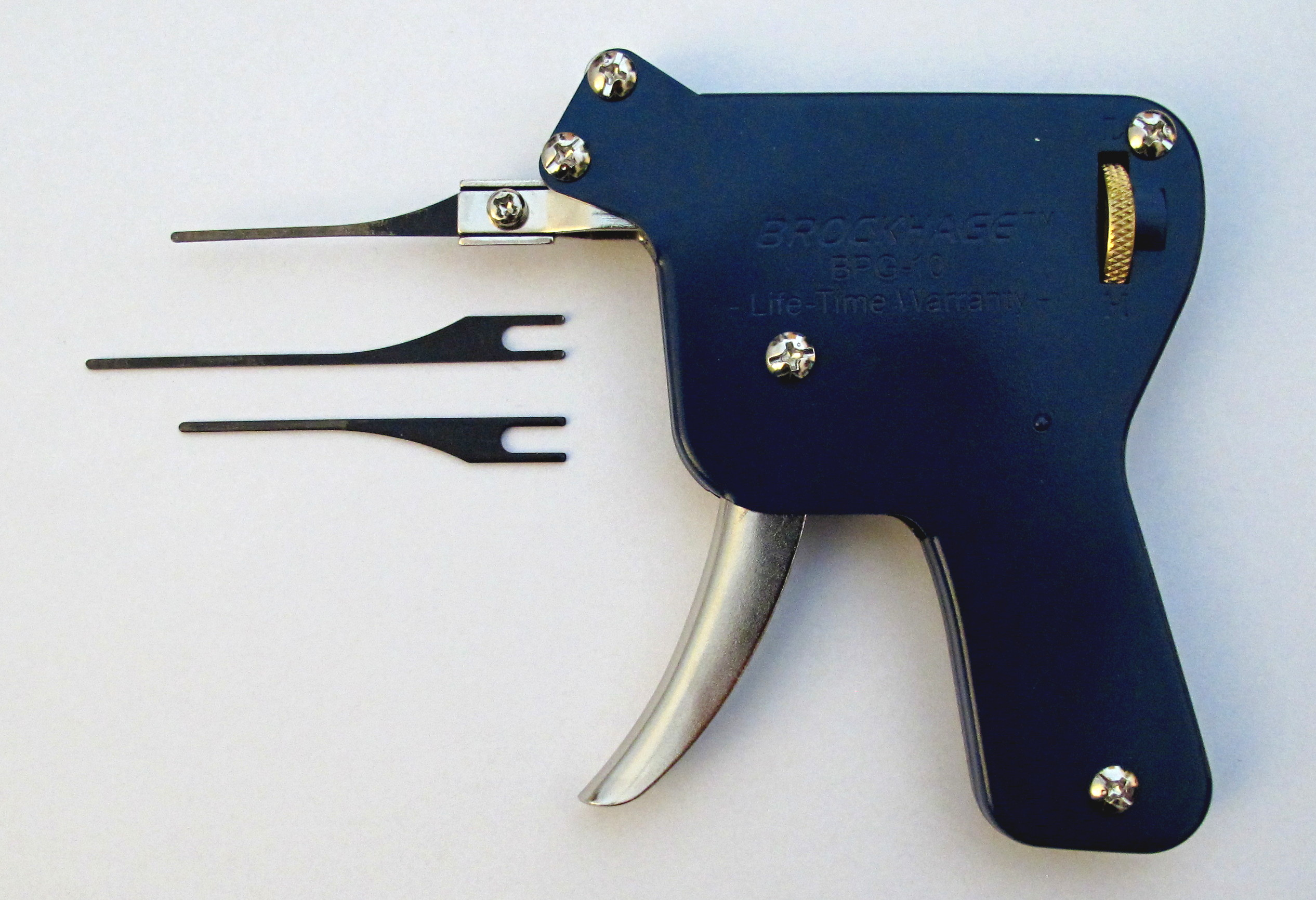
Lockpickgun

De lockpickgun is een handgereedschap dat als functie heeft om bepaalde sloten zonder passende sleutel te kunnen openen. In de Verenigde Staten werd de eerste lockpickgun gepatenteerd in 1934.
Dit gereedschap is ontwikkeld als hulp voor politieagenten die in noodgevallen snel een slot moesten kunnen openen zonder schade aan te richten. Ze waren ermee in staat sloten te openen zonder dat daarvoor veel instructie nodig was. De lockpickgun werkt volgens de derde wet van Newton en is door eenieder te gebruiken op diverse sloten.
Goedbeschouwd is de lockpickgun de voorloper van de slagsleutel.